# Sarkantyús sármány
A sarkantyús sármány (Calcarius lapponicus) a madarak osztályának verébalakúak (Passeriformes) rendjébe és a sarkantyússármány-félék (Calcariidae) családjába tartozó faj. Nevét hosszú sarkantyúja miatt kapta.

## Rendszerezése
A fajt Carl von Linné svéd természettudós írta le 1758-ban, a Fringilla nembe Fringilla lapponica néven.

## Alfajai
- Calcarius lapponicus subcalcaratus (C. L. Brehm, 1826) - Kanada északi része és Grönland
- Calcarius lapponicus lapponicus (Linnaeus, 1758) - Észak-Európa és Szibéria nyugati és középső része
- Calcarius lapponicus kamtschaticus (Portenko, 1937) - Szibéria északkeleti része
- Calcarius lapponicus alascensis (Ridgway, 1898) - Alaszka és Kanada északnyugati része
- Calcarius lapponicus coloratus (Ridgway, 1898) - a Parancsnok-szigetek [2]

## Előfordulása
Észak-Amerika sarkkörön túli tájain, Grönlandon, Spitzbergákon, Skandináviában és Oroszország északi részein honos. Természetes élőhelyei a tundrák, sós mocsarak és édesvizű tavak. Telelni délre vonul.

## A Kárpát-medencei előfordulása
Magyarországon rendszeres vendég szeptember-április hónapokban, főként az Alföldön, azon belül is leginkább a Hortobágyon, vagy más szikes pusztákon.

## Megjelenése
Testhossza 15-16 centiméter, szárnyfesztávolsága 25-28 centiméter, testtömege 20-28 gramm. Feje, álla, torka és begye fekete. Széles szem- és halántéksávja rozsdásfehéres; nyakatöve és tarkója egyetlen nagy foltot alkotva, fahéjvörös; háti oldalának többi része rozsdabarna, fekete szárfoltokkal. A nyak oldalai és hasi oldala fehérek.
|  |  |

## Életmódja
Főleg magvakkal és fiatal hajtásokkal táplálkozik, a fiókákat rovarokkal és pókokkal eteti.

## Szaporodása
A fészket a tojó földre építi, fűből, mohából, melyet tollakkal bélel ki. Fészekalja 2-7 tojásból áll melyen a tojó kotlik 10-14 napig. A fiókákat mind a két szülő táplálja.
|  |

## Természetvédelmi helyzete
Az elterjedési területe rendkívül nagy, egyedszáma pedig növekszik. A Természetvédelmi Világszövetség Vörös listáján nem fenyegetett fajként szerepel. Magyarországon védettséget élvez, természetvédelmi értéke 25 000 forint.